# Кубок світу з біатлону 2020—2021 — етап 10
Десятий, останній етап Кубка світу з біатлону 2020—21 відбувався в Естерсунді, Швеція, з 19 по 21 березня 2021 року. До програми етапу було включено 6 гонок: спринти, гонки переслідування та гонки з масовим стартом у чоловіків і жінок. Початково завершальний етап сезону планувалося провести в Гольменколлені, Осло, Норвегія, але етап перенесли в Швецію через жорсткий карантин у Норвегії.

## Переможці та призери

### Чоловіки
| Гонка:                 | Золото:                       | Час               | Срібло:                      | Час               | Бронза:                      | Час               |
| Спринт 10 км           | Лукас Гофер Італія            | 22:27.1 (0+0)     | Себастьян Самуельссон Швеція | 22:31.1 (0+0)     | Тар'єй Бо Норвегія           | 22:41.5 (0+0)     |
| Переслідування 12,5 км | Стурла Гольм Легрейд Норвегія | 32:40.5 (1+0+1+0) | Йоганнес Тінгнес Бо Норвегія | 33:03.1 (0+0+0+3) | Лукас Гофер Італія           | 33:12.9 (1+0+2+1) |
| Мас-старт 15 км        | Сімон Детьє Франція           | 35:43.7 (0+1+1+0) | Едуард Латипов Росія         | 35:52.6 (0+0+2+0) | Йоганнес Тінгнес Бо Норвегія | 36:01.2 (1+1+0+1) |

### Жінки
| Гонка:               | Золото:                             | Час               | Срібло:                    | Час               | Бронза:                             | Час               |
| Спринт 7,5 км        | Тіріль Екгофф Норвегія              | 18:44.6 (0+1)     | Доротея Вірер Італія       | 18:47.1 (0+0)     | Інгрід-Ланнмарк Тандреволл Норвегія | 18:51.3 (0+0)     |
| Переслідування 10 км | Марте Ольсбу-Рейселанн Норвегія     | 32:54.8 (0+0+2+2) | Тіріль Екгофф Норвегія     | 33:24.1 (1+2+0+1) | Ганна Сола Білорусь                 | 33:38.8 (0+1+3+1) |
| Мас-старт 12,5 км    | Інгрід-Ланнмарк Тандреволл Норвегія | 34:53.1 (0+1+3+1) | Дінара Алімбекова Білорусь | 35:00.0 (1+2+0+3) | Франциска Пройс Німеччина           | 35:04.2 (0+1+4+1) |